# Carrer Major porxat de Peramea
El Carrer Major porxat de Peramea és una via pública de Baix Pallars (Pallars Sobirà) inclosa a l'Inventari del Patrimoni Arquitectònic de Catalunya.

## Descripció
El carrer Major de Peramea és un dels carrers que, baixant de l'església i el Pui de les Forques, situats a l'extrem septentrional del recinte, arriben fins a l'extrem meridional del mateix, en el que s'obren respectivament dos portals d'accés. El carrer, que segueix una direcció Nord-Sud, és flanquejat pel costat de llevant per una línia ininterrompuda de cases que per la seva part posterior formen el mur continuat que tanca la vila.
Pel costat de ponent també és flanquejat per cases en el seu tram superior, però a partir de la travessia coberta que divideix el carrer en dos trams deixen d'existir cases al costat de ponent, convergint tots dos carrers en una plaça. És en aquest tram inferior on el carrer és porticat pel costat de llevant. Actualment existeixen unes dotze arcades de mig punt, algunes lleugerament rebaixades, que ocupen part de la planta baixa de les cases arrenglerades, construïdes en pedra petita lligada amb morter.
Les cases són de planta baixa i un o dos pisos alts, amb façana a un lateral de la coberta a dues aigües de teula i mitjanes entre elles. Tot plegat forma un conjunt de gran bellesa plàstica que precisa protecció. A l'altre carrer, quasi paral·lel al carrer major, també existeixen cases amb porxades, però malauradament algunes són enrunades i altres han perdut les porxades en alguna reforma.